# 859年
| 千纪： | 1千纪                                                                                           |
| 世纪： | 8世纪 \| 9世纪 \| 10世纪                                                                        |
| 年代： | 820年代 \| 830年代 \| 840年代 \| 850年代 \| 860年代 \| 870年代 \| 880年代                       |
| 年份： | 854年 \| 855年 \| 856年 \| 857年 \| 858年 \| 859年 \| 860年 \| 861年 \| 862年 \| 863年 \| 864年 |
| 纪年： | 己卯年（兔年）；唐大中十三年；南诏天启二十年；日本天安三年，貞觀元年                            |

## 大事记
- 四月，武宁军乱，驱逐节度使康季荣，唐宣宗任用田牟为新任节度使安抚士卒。
- 八月，唐宣宗驾崩，宦官左神策護軍中尉王宗實等以唐宣宗的名義頒佈詔書，迎立李漼為帝，是為唐懿宗。
- 南詔王勸豐祐去世，其子世隆继位，由于唐宣宗駕崩时世隆沒有遣使弔祭，加上其名犯唐太宗、唐玄宗之讳，唐懿宗拒绝冊封，世隆遂于次年進攻邕州、交趾，掀起第三次唐詔戰爭。
- 十二月，裘甫在浙東地區領導農民造反。

## 逝世
- 9月10日，唐宣宗，唐朝皇帝。
- 劝丰佑，南诏国王。